# Arbetskritik

Sedan 1870 har produktiviteten ökat samtidigt som antalet arbetade timmar minskat.

Arbetskritik är kritik av “arbete” i sig, och därav också kritik gentemot alla former av arbetstvång. Arbetskritiker tenderar att mena att de olika sociala praktiker som idag konstituerar "arbete" inte är något transhistoriskt koncept, utan uppburet av samhälleliga praktiker och föreställningar som är specifika för moderniteten. Arbetskritiker är inte sällan också ekonomikritiker. Arbetskritiker önskar avskaffa arbete, i varje fall i den form vi känner konceptet idag. Vissa arbetskritiker är också kristeoretiker, som hyser allvarliga tvivel gällande den generella arbetsproduktiviteten i samtiden.

## Historia
Det finns en lång rad tänkare som kritiserat arbete, redan så tidigt som i antikens Grekland. Vissa har belyst de mer existentiella aspekterna av att tillbringa mycket stora delar av livet med att förvärvsarbeta, exempelvis Paul Lafargue. Men denne har också belyst den stora skadeverkan vurmandet för arbete gör för den samhälleliga produktiviteten, ett spår som många andra arbetskritiker också studerat, exempelvis sociologen Roland Paulsen som skrivit extensivt om "tomt arbete". År 2013 hölls "Arbetskritiskt forum" i Malmö.

### Historiska arbetskritiker

#### Paul Lafargue

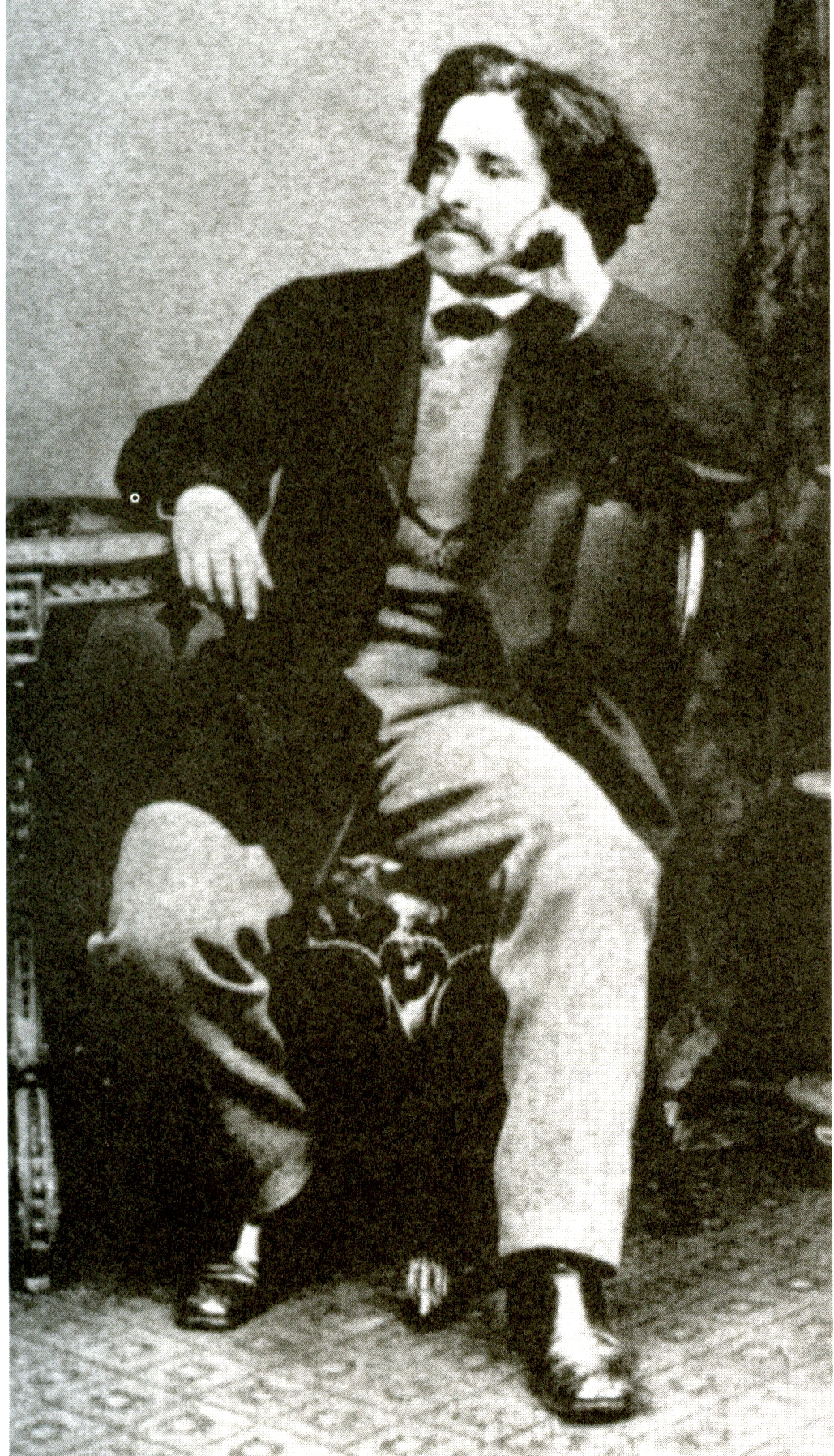
"Antikens filosofer trätte måhända om idéernas ursprung, men de stod enade i sin avsky för arbetet" – Paul Lafargue

Lafargues bok Rätten till lättja (Le droit à la paresse) översättes nyligen åter igen till svenska av Marie Berthelius och med ett efterord av Sven-Eric Liedman.Det är rena vansinnet, menar Lafargue, att folket kämpar för "rätten" till åtta timmars arbetsdag. Alltså åtta timmars träldom, exploatering och lidande, när det är fritid, glädje och självförverkligande man borde kämpa för – och så få timmars slaveri som möjligt.
Automationen, som redan på Lafargues tid hade nått långt, skulle utan vidare kunna reducera arbetstiden till tre eller fyra timmar per dag. Därmed skulle en stor del av dygnet återstå för sådant som vi egentligen vill göra – umgås med vänner, koppla av, njuta av livet, idka lättja.
Maskinen är mänsklighetens frälsare, menar Lafargue, men bara om den arbetstid den frigör blir till fritid. Så kan det bli, så borde det bli, men så har det sällan blivit. Den tid som frigörs blir vanligtvis omgjord till ytterligare arbetstimmar, ytterligare timmar av slit och släp. Att arbeta alltför många timmar per dygn är ofta nedbrytande, medan att arbeta väldigt få timmar kan vara mycket vederkvickande och berikande och leda till allmän förkovran, hälsa, glädje, tillfredsställelse.

#### Heinrich Böll
Författaren och nobelpristagaren Heinrich Böll skrev i sin novell "Anekdot för sänkande av arbetsmoralen" om hur det under en tidig morgon utspelar sig en konversation i en hamn någonstans längs Europas västkust mellan en fiskare och en turist. Det är turisten som inleder konversationen med fiskaren eftersom han vill fråga om fiskaren har varit ute på havet och fått någon fångst. Konversationen mellan personerna fortsätter då turisten vill veta mer om fiskarens fångst och hur han har tänkt gällande framtiden.
Det är då som turisten, med väldigt stort engagemang, delar med sig av sina egna erfarenheter och hur fiskaren kan lyckas på bästa sätt för de kommande åren. Turisten menar att om fiskaren lägger ner mer tid på sitt yrke, istället för att ligga och lata sig, så kan han köpa en ny båt, kylhus och andra saker som kan hjälpa fiskaren just med sitt arbete. Sedan i lugn och ro kan fiskaren njuta i hamnen framför det vackra havet. Men fiskaren säger då att han redan gör det, njuter i hamnen och att han inte behöver lägga ner mer tid för att få det han redan har.
Turisten lämnar sedan fiskaren, och känner inget medlidande utan bara lite avundsjuka.

#### Bertrand Russell
Bertrand Russells bok Till lättjans lov är en samling essäer som rör teman som sociologi och filosofi. Russell argumenterar att om arbetsbördan delades lika mellan alla, något som skulle resultera i färre arbetstimmar, skulle arbetslösheten försvinna. Till följd av detta skulle också mänsklighetens lycka öka då människorna skulle kunna avnjuta den nyfunna fria tiden. Vilket vidare skulle öka mängden vetenskap och konst.

### Nutida arbetskritiker

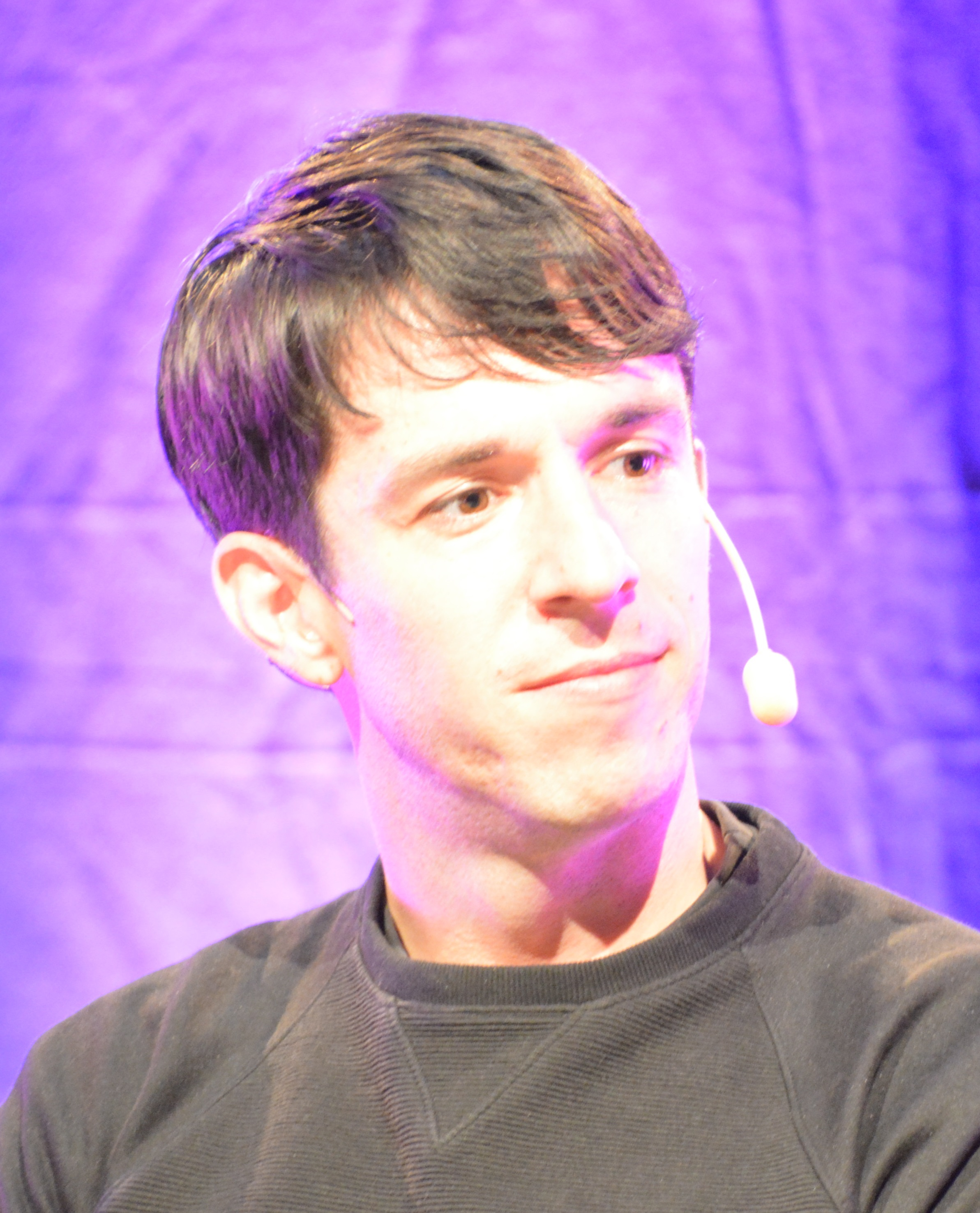
Författaren och sociologen Roland Paulsen

#### Paulsen
Roland Paulsen utkom 2010 med boken Arbetssamhället - Hur arbetet överlevde teknologin. Paulsen ville skapa en förändring i synen på arbete, detta till följd av att behovet av arbete har minskat till följd av den tekniska utvecklingen. Paulsen anser att det är slöseri med mänskliga och naturliga resurser att människors arbetstimmar inte har minskat i takt med teknikens framsteg, och att det kan vara moraliskt att dra sig undan arbetsuppgifter. Således framhöll han även att arbetet är i färd med att förlora sin värdeskapande funktion. Arbete tillmäts istället en religiös funktion och fungerar som en fördelningsmekanism. Paulsens syfte är att diskutera arbetets mening och han har föreslagit garanterad basinkomst som ett alternativt sätt att fördela välstånd i samhället. Enligt Paulsen är det absurt att politiker prioriterar att "skapa arbetstillfällen" och att frågan om arbetstidsförkortning har sopats undan helt. När Paulsen hävdar att arbetet håller på att förlora sin värdeskapande funktion inordnar han sig i en bredare tanketradition som sedan tidigare hävdat att detta är en tendens som föreligger.

#### Graeber
Bullshitjobb eller pseudoarbete är meningslöst och eller onödigt lönearbete, en term myntad av David Graeber i en essä med titeln On the Phenomenon of Bullshit Jobs. Ett koncept han vidareutvecklade senare sin teori vilken förekommer i boken Bullshit Jobs (2018). (Enligt en Yougov-undersökning från 2015 ansåg 37 procent av de med jobb i Storbritannien att deras jobb var ett bullshitjobb.
Dessa bullshitjobb kan gå ut på att exempelvis:
- Att jobba på ett museum genom att vakta ett tomt rum.[11]
- I länder som exempelvis Brasilien finns det människors vars tid går ut på att trycka på knappen i hissen åt folk.[11]
- Att kopiera epostmeddelanden till en annan typ av mall.[11]
- Att anställas för att se upptagen ut.[11]
- En tjänsteman på skatteverket i Frankrike ägnade 95 procent av sin arbetstid åt att reda ut orimligt tillkrånglade tekniska procedurer inför sina kolleger och jämförde sitt jobb med att få 45 000 kronor i månaden för att spela sudoku.[12]
- Jobb där det viktiga är att sitta på rätt plats, som i en reception och skicka vidare epostmeddelanden till någon som ska läsa dem.[11]

## I kulturen och debatt

### Arbetskritiska citat
| ”                                   | Aristoteles dröm är vår verklighet. Våra eldsprutande maskiner med armar av stål fullgör outtröttligt och lydigt, till förmån för en underbar och outsinlig fruktbarhet, sitt heliga värv av sig själva. Och likväl förblir kapitalismens stora filosofers sinnen genomsyrade av fördomen om lönearbetet: den värsta formen av slaveri. | „ |
| – Paul Lafargue, Rätten till lättja | |   |

| ”                | Om målet med samhällsutvecklingen skulle vara att vi alla skulle arbeta maximalt voro vi sinnessjuka. Målet är att frigöra människan till att skapa maximalt. Dansa. Måla. Sjunga. Ja, vad ni vill. Frihet. | „ |
| – Ernst Wigforss | |   |

| ”                                                                                         | Vi måste kasta av oss den helt och hållet skenbart sanna uppfattningen att alla måste förtjäna sitt levebröd. Det är ett faktum att en enskild av tio tusen kan skapa ett teknologiskt genombrott som gör det möjligt att försörja resten. Dagens ungdom har helt och hållet rätt i att förstå hur konceptet att tjäna sitt levebröd är nonsens. Vi uppfinner jobb på grund av den falska idén att alla måste hållas sysselsatta med någon typ av slit, på grund av den maltusiansk-darwiniska teorin där människan måste rättfärdiga sin rätt att existera. Därav har vi inspektörer som inspekterar inspektörer och människor som tillverkar verktyg för att underlätta för inspektörer att inspektera inspektörer. Den aktivitet folket verkligen borde ägna sig åt är att ta sig tillbaka till skolan och betänka vad de va det tänkte på dessförinnan att någon dök upp och hävdade att de behövde tjäna sitt levebröd. | „ |
| – Buckminster Fuller, "The New York Magazine Environmental Teach-In". New York: 30. 1970. | |   |

### Kritik mot arbetskritik
En kritiker mot arbetskritiken menar att det inte är arbetet det är fel på utan att "Det är organiseringen av arbetet som bidrar till förlusten av frihet och fritid".

## Lista på arbetskritiker
B

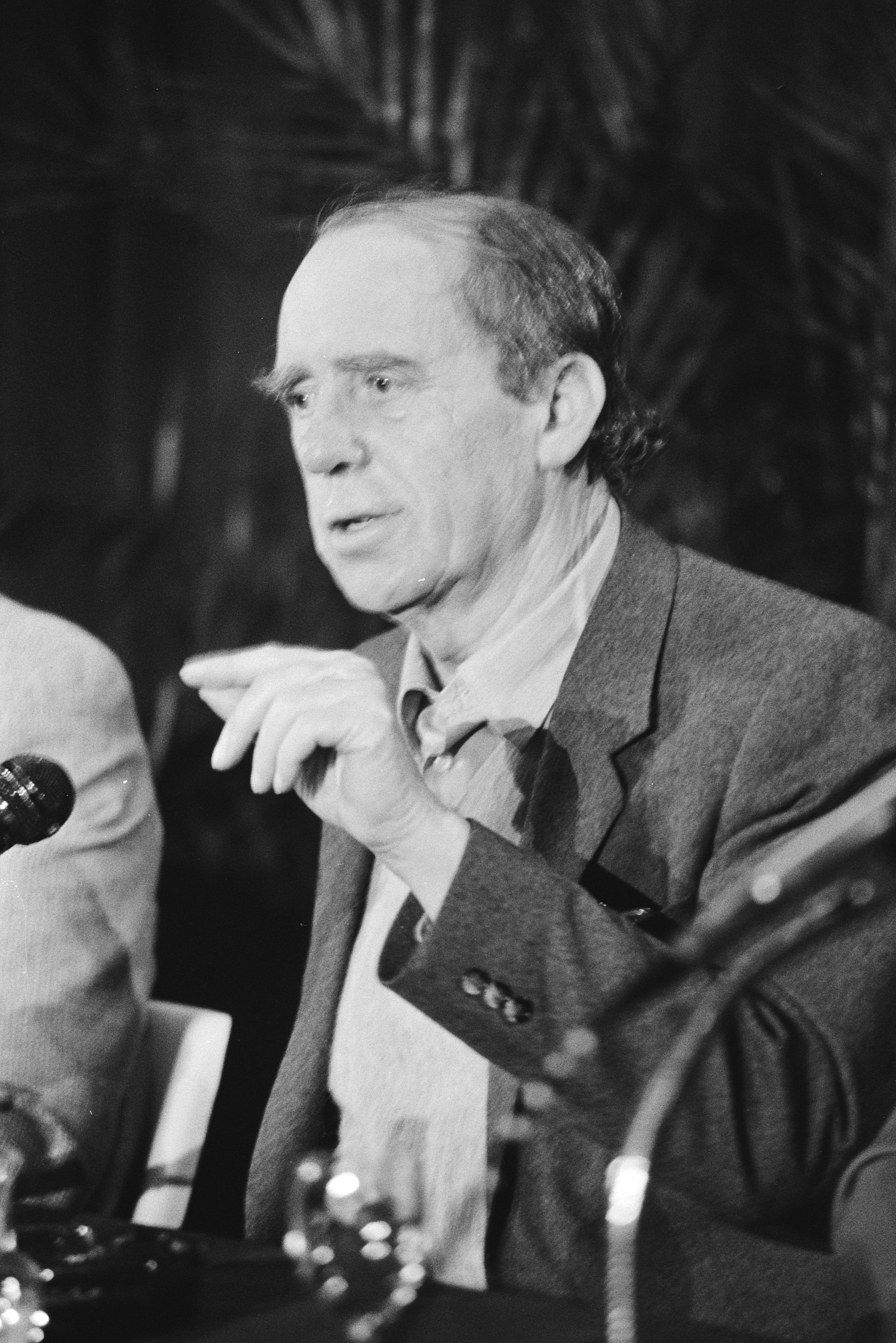
Heinrich Böll

- Michail Bakunin - en anarkistisk arbetskritiker
- Bob Black - en anarkistisk arbetskritiker
- Alfredo M. Bonanno - en anarkistisk arbetskritiker
- Heinrich Böll - En författare, nobelpristagare och arbetskritiker

E
- Lasse Ekstrand - En skribent och arbetskritikerBuckminster Fuller

F

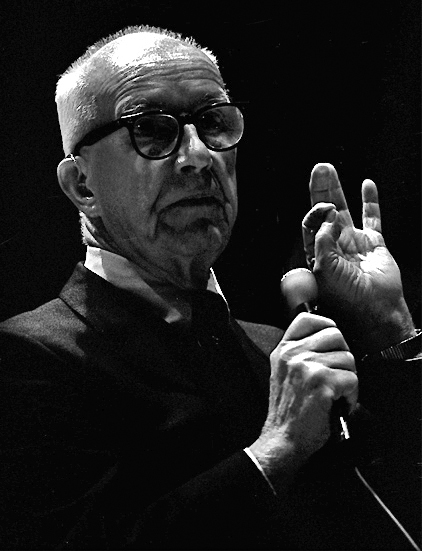
Buckminster Fuller

- Lennart Fernström - En företagare och arbetskritiker
- Buckminster Fuller - En amerikansk arkitekt och arbetskritiker

G
- André Gorz
- David Graeber - En antropolog och arbetskritiker

I
- Ivan Illich - En filosof och arbetskritiker

L

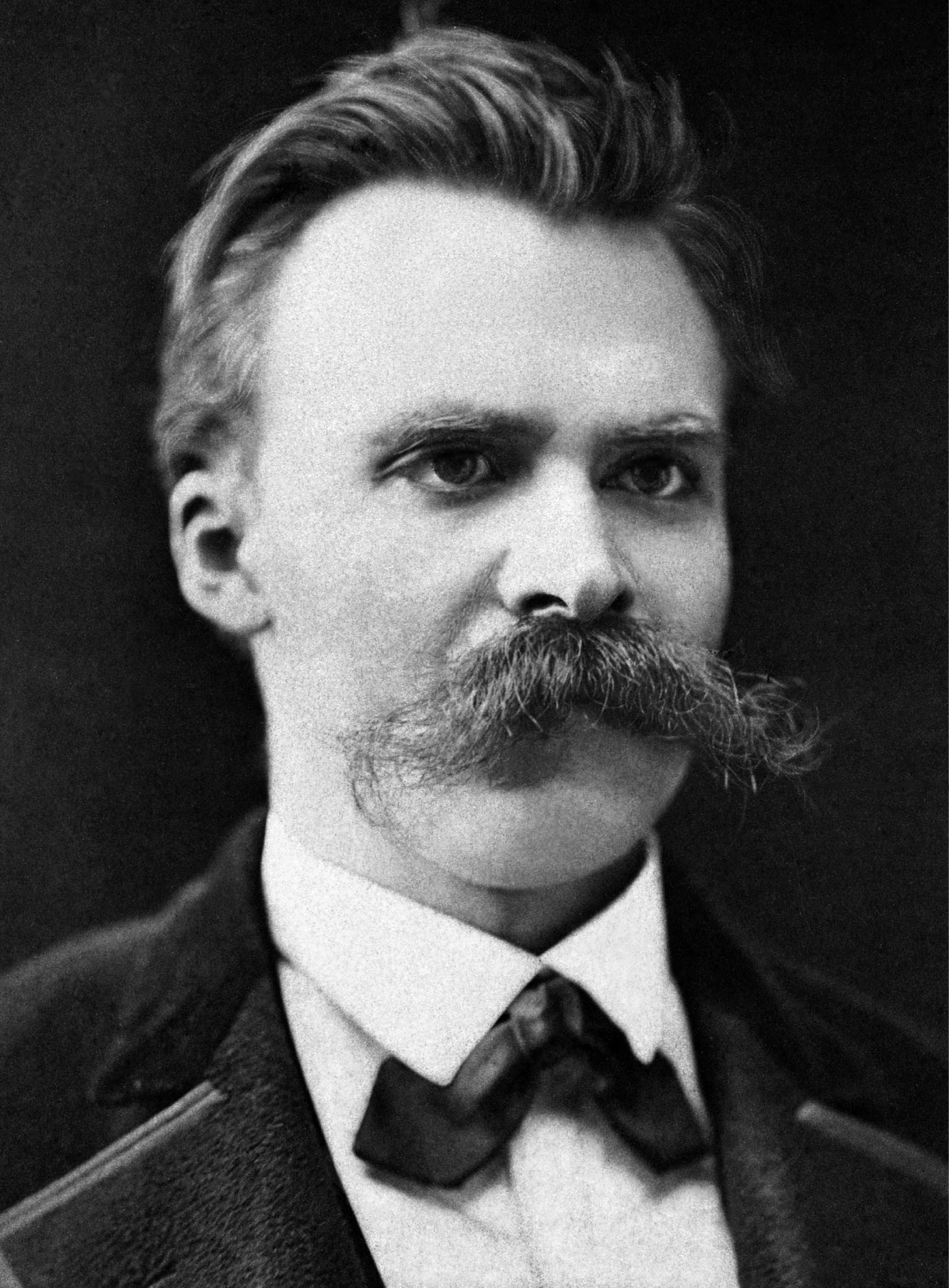
Friedrich Nietzsche

- Friedrich NietzschePaul Lafargue - En arbetskritiker som också var ekonomikritiker
- Maurizio Lazzarato

M
- Herbert Marcuse - En filosof och arbetskritiker
- Karl Marx - En tidig arbetskritiker och filosof

N
- Friedrich Nietzsche - En arbetskritiker och filosof

O
- Claus Peter Ortlieb - Arbetskritiker och matematiker

P
- Roland Paulsen - En nu levande svensk arbetskritiker
- Josef Pieper
- Pierre-Joseph Proudhon - en anarkistisk arbetskritiker

R
- Jeremy Rifkin - En ekonom och arbetskritiker
- Jerry Rubin
- Bertrand Russell - en liberal arbetskritiker och nobelpristagare

S
- Molly Scott Cato
- Nick Srnicek
- Max Stirner - arbetskritiker, egoist och filosof

V

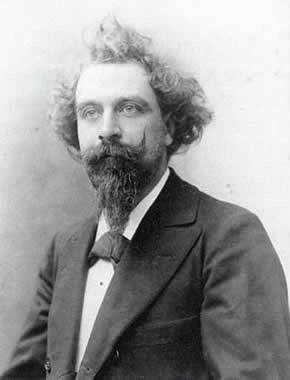
Zo d'Axa

- Raoul Vaneigem - En situationist och arbetskritiker

W
- Max Weber[källa behövs]

Z
- John Zerzan - en amerikansk filosof och arbetskritiker
- Zo d'Axa - en anarkistisk arbetskritiker